# Kršćanstvo u 1397.
◄◄ | ◄ | 1394. | 1395. | 1396. | 1397.  | 1398. | 1399. | 1400. | ► | ►►
Arhitektura • Astronomija • Glazba • Knjige • Književnost • Kršćanstvo • Medicina • Pravo • Promet • Slikarstvo • Znanost
Kršćanstvo u 1397.

## Svijet

### Rođenja
- 15. studenoga – Nikola V., papa († 1455.)

## Vanjske poveznice
|  | Zajednički poslužitelj ima još gradiva o temi Kršćanstvo u 1397. |